# Rudi Thomaes
Rudolf Joannes Regina (Rudi) baron Thomaes (Antwerpen, 21 augustus 1952 - Knokke-Heist, 25 juli 2018) was een Belgisch bestuurder.

## Levensloop
Rudi Thomaes studeerde rechten aan de Universiteit Antwerpen. Hij ging in 1976 aan de slag bij Bell Telephone en diens opvolgers ITT en Alcatel. In januari 1999 werd hij er operationeel directeur en in oktober dat jaar voorzitter van het directiecomité. Eerder werd hij genoemd als mogelijke opvolger van Bert De Graeve als hoofd van de VRT en als opvolger van John Goossens bij Belgacom. Thomaes werd in 2011 secretaris-generaal van ICC Belgium, waar hij eveneens Tony Vandeputte opvolgde.
Hij was van 2004 tot 2012 afgevaardigd bestuurder van het Verbond van Belgische Ondernemingen (VBO), in opvolging van Tony Vandeputte. Hij zetelde namens het VBO in de regentenraad van de Nationale Bank van België van 2005 tot 2013. Als vertegenwoordiger van het VBO was hij nauw betrokken in het sociaal overleg tussen werkgevers en -nemers in de privésector (hij was lid van de Groep van Tien).
Verder was Thomaes:
- voorzitter van de Beheersmaatschappij Antwerpen Mobiel (BAM), die de Antwerpse mobiliteitsplannen coördineerde (2013-2015)[4][5]
- voorzitter van Healthcare Belgium, een vereniging van ziekenhuizen en medische technologiebedrijven (2007-2013)[6]
- voorzitter van Armonea, de grootste onafhankelijke aanbieder van seniorenzorg en dienstverlening in België (2015-2018)[7]
- bestuurder van Real Software (2001-2005)[8]
- bestuurder van Umicore (2012-2018)[9]
- bestuurder van cultuurfestival Europalia
- bestuurder van het European Business Forum

Op 3 augustus 2012 werd hij benoemd tot Officier in de Leopoldsorde en op 17 september 2014 werd hij verheven in de erfelijke adel met de persoonlijke titel van baron. Hij trouwde in 1977 uit welk huwelijk hij een dochter en een zoon heeft.